# San Lorenzo, Salta
San Lorenzo är en ort i Argentina.   Den ligger i provinsen Salta, i den norra delen av landet, 1 300 km nordväst om huvudstaden Buenos Aires. San Lorenzo ligger 1 335 meter över havet och antalet invånare är 5 435.
Terrängen runt San Lorenzo är kuperad åt nordväst, men åt sydost är den platt. Runt San Lorenzo är det tätbefolkat, med 343 invånare per kvadratkilometer.. Närmaste större samhälle är Salta, 9,4 km sydost om San Lorenzo.
I omgivningarna runt San Lorenzo växer i huvudsak lövfällande lövskog.